# Club Deportivo Dénia
Club Deportivo Dénia (CD Dénia) is een Spaanse voetbalclub uit Dénia in de regio Valencia. De club speelt in de Segunda División B. Thuisstadion is het Camp Nou de Dénia, dat 3.000 plaatsen heeft.

## Geschiedenis
CD Dénia werd opgericht in 1927. In het seizoen 2007/2008 speelde de club voor het eerst in de Segunda División B. De overige jaargangen was de club actief in lagere divisies zoals de Tercera División. In het seizoen 2007/2008 was CD Dénia dicht bij een stunt in de Copa del Rey. Na eerder CF Reus Deportiu, Algeciras CF en Racing Club Portuense te hebben uitgeschakeld, nam CD Dénia het in de zestiende finales op tegen bekerhouder Sevilla FC. Thuis werd met 1-1 gelijkgespeeld, uit stond het na negentig minuten 3-3 waardoor CD Dénia op basis van uitdoelpunten leek door te gaan. Een benutte strafschop van Frédéric Kanouté in de tweede minuut van de blessuretijd betekende echter een 4-3-overwinning voor Sevilla FC en voorkwam zo een stunt van CD Dénia.

## Bekende spelers
- Martin Prest
- Juande Ramos